# Catarina (anime)
Catarina (牧場の少女カトリ, Makiba no Shōjo Katori) ou Catarina, A menina dos Prados é uma série de anime baseada na novela em finlandês "Paimen, piika ja emäntä" de Auni Nuolivaara. A série foi transmitida originalmente no Japão em 1984 como parte da série de antologia infantil World Masterpiece Theater, e também simplesmente conhecida como "Meisaku" da Nippon Animation. A antologia produziu uma grande variedade de séries de animação baseadas em novelas diferentes para crianças de todo o mundo; entre elas estavam "Uma Aventura nos Alpes" (1984) e "A Pequena Princesa Sara" (1985). Na Europa, onde a série "World Masterpiece Theater" fez bastante sucesso, "Catarina" fez sucesso de sua maneira em vários países, incluindo Portugal, Espanha, Itália, França e Alemanha. A série nunca foi transmitida ou publicada na Finlândia, onde permanece praticamente desconhecida.
Em Portugal série estreou no ano de 1995 no canal RTP2 com dobragem portuguesa.

## Enredo
Já se passaram três anos desde que a mãe da pequena Catarina foi para a Alemanha deixando a filha para trás na Finlândia, onde ela agora morando com os avós. A Finlândia ainda sob a dominação da Rússia, os habitantes destas terras têm tido poucas, às vezes até nenhuma notícia de fora por causa da guerra na Europa e ninguém sabe se Catarina voltará a ver sua mãe. Para piorar a situação, a situação dos avós de Catarina na granja não estão indo bem, a colheita está pequena, sua única vaca foi morta por um urso e a família enfrenta grande problemas monetários. Catarina quer ajudar e encontra trabalho em uma fazenda vizinha; para uma menina de quase nove anos de idade, o trabalho de uma fazenda é difícil e cansativo, mesmo com todo o seu entusiasmo e bom ânimo, que é o que ainda a mantém em pé. Seu sonho é estudar medicina e se tornar uma médica e também escritora para partilhar as experiências da sua infância.

## Curiosidades
O nome original da protagonista era "Katri", mas, no entanto, os japoneses não pronunciam a junção de letras com ''R'' ou '' L'' por isso o nome ''Katori'' e muitos japoneses (Para ficar mais ocidentalizados) pronunciam um ''R'' com som de ''L''(Não existe o som de ''L'' na língua japonesa), por isso o título da série chegou a alguns países da Europa como "Katli", ou "Katoli" na Espanha e Alemanha.  Outros países mudaram o nome, "Katy" (para "Kati") na Itália e outros eles mudaram completamente como na Holanda, onde a série se chama "Nathalie". Em Portugal usou a variante do nome em português por isso chamou-se "Catarina". Aliás, ''Catarina'' provém do finlandês ''Katri',' que significa: puro; verdadeiro.

## Banda sonora
- Japão: (Abertura) "Love With You", (Encerramento) "Kaze no Komoriuta" canção de Chie Kobayashi.
- Portugal: "Catarina"
- Itália: "Le avventure della dolce Kati" canção de Cristina D'Avena.
- Países Baixos: "Nathalie".
- Espanha: "Dulce Katoli"
- Mundo Árabe (Abertura) كاتولي: فتاة المراعي, (Encerramento) أقود القطيع

## Dobragem Portuguesa
- Catarina - Alexandra Sedas
- Luís - Joel Constantino
- Ilda - Margarida Rosa Rodrigues
- Martinho - Jorge Sequerra
- Artur - Paulo Oom
- Pekka - Luís Lucas
- Senhora Laura - Margarida Rosa Rodrigues

## Letras da cançãoportuguesa
"Catarina"

Todo o dia trabalha a Catarina,

Mas também tem tempo para brincar.

À tardinha passeia a Catarina,

E tem toda a noite para sonhar.